# Louis de Martini d'Orves
Louis de Martini d'Orves, co-seigneur d’Orves (1674-21 décembre 1751 à Toulon), est un officier de marine français des XVIIe et XVIIIe siècles. Il joue un rôle important dans la lutte contre l'épidémie de peste qui sévit à Toulon en 1720-1721. Il sert dans la Marine royale et termine sa carrière avec le grade de lieutenant général des armées navales, le plus élevé à l'époque après celui de vice-amiral.

## Biographie

### Origines et famille
Il descend de la famille Martini, une famille de la noblesse provençale, établie à Toulon et originaire de la ville de Montpellier, dans la province de Languedoc. Elle a pour auteur Jean de Martini, conseiller du Roi, Maître des Comptes en la Chambre de Paris, et premier Médecin de Charles IX. Il est anobli par Lettres patentes du 10 septembre 1484. La famille est maintenue plusieurs fois dans sa noblesse en 1676, 1697, 1700 et 1723.  
Cette noblesse, ancienne, n'en est pas moins sujette à caution. Son grand-père Antoine Martini (v. 1590-1669), fils d'un bourgeois de Toulon, devient consul de la ville en 1654. Propriétaire d'une partie d'Orves, à l'ouest du port, il obtient en 1662 un brevet royal l'autorisant « à porter toute sorte d'armes et à chasser dans toute l'étendue de la province toute espèce de gibier non prohibé, lui et ses enfants, en considération de ses services. » Très vite il prend le nom de « des Martins » puis celui de « d'Orves des Martins » puis enfin celui de « Martini d'Orves ». Son père Vincent Martini d'Orves, est avocat. Il accole une particule à son nom et devient un « de Martini d'Orves ». 
Sa mère, Marie-Anne de Signier est la fille de Jean-Baptiste-Henri de Signier (1648-1692), seigneur de Piosin et d'Évenos, visiteur général des gabelles, et de sa seconde femme Anne d'Arène de la Fourbine (v. 1660- morte après 1711). Sa mère apporte la terre d'Orves à la famille Martini. Le couple se marie par contrat passé devant Jean Marlely, notaire de Toulon, le 17 octobre 1673. Il s'agit d'un mariage en secondes noces pour sa mère qui avait été précédemment mariée à Guillaume de Thomas, co-seigneur d'Evenos et d'Orves (1637-1715). François de Signier (1674-1751) dit le « bailli de Piosin » est son cousin (le fils aîné du frère de sa mère).

### Carrière dans la Marine royale
Le 22 novembre 1689, Louis Martini d'Orves et son cousin germain le futur bailli de Piosin sont reçus gardes de la Marine le même jour, au département de Toulon. 
D'Orves est fait enseigne de vaisseau le 1er janvier 1693, puis lieutenant de vaisseau le 1er novembre 1705. La noblesse accordée à son père sur de faux titres est désormais indiscutable quand, en 1714, après divers exploits sur mer, le roi Louis XIV l'accorde à Louis de Martini, « en tant que besoin est ». 

#### Peste de Toulon (1720-1721)
Il est à Toulon pendant l'épidémie de peste qui ravage le sud de la France en 1720-1721. Le port a en effet besoin de ses notables : la ville manque de pain, de viande, d’argent, de secours matériels et spirituels. Le 28 janvier, la « quarantaine générale » est déclarée : il est décidé que les Toulonnais resteront désormais cloîtrés chez eux et qu’ils seront nourris à domicile par six cents « pourvoyeurs » (souvent des galériens) qui se rendront dans les huit quartiers et faubourgs. 
Le 20 mai 1721, il est nommé « commissaire général pour la santé […] pour servir conjointement avec Messieurs les consuls, avec permission de M. Duquesne-Mosnier ». Le 25 octobre, Martini d’Orves reçoit en récompense de ses efforts 600 livres de pension sur le Trésor royal, outre le grade de capitaine de compagnie franche. Le 23 décembre, il reçoit la croix de chevalier de Saint-Louis en même temps que le lieutenant de port Louis Beaussier.

#### Officier supérieur
Il reçoit un brevet de capitaine de vaisseau en 1727. Il est élevé au rang de chef d'escadre en 1745 puis à celui de lieutenant général des armées navales le 17 mai 1751.
Il s'intéresse par ailleurs à l'artillerie. En mars 1749, il écrit au comte de Maurepas, ministre de la Marine : « L’art du bombardier embrasse entre autres connaissances pratiques celles de savoir faire la composition des fusées, de les charger, de les mettre dans les bombes, de les en tirer lorsqu’on veut les décharger, opération particulièrement délicate, ainsi que la composition de tous les artifices. »
Nommé commandant de la Marine à Toulon, il meurt dans cette ville le 21 décembre 1751, à l'âge de 76 ans.

### Sources et bibliographie
- François-Alexandre de La Chenaye-Aubert, Dictionnaire de la noblesse, contenant les généalogies, l'histoire & la chronologie des familles nobles de France, l'explication de leur armes, & l'état des grandes terres du royaume, chez la veuve Duchesne, 1778 (lire en ligne), p. 540
- Michel Vergé-Franceschi, « M. de Martini d'Orves (1674-1751) », Bulletin semestriel de la Fédération historique et archéologique du Comtat-Venaissin,‎ juillet 1984, p. 7-27
- Michel Vergé-Franceschi, « Louis de Martini d'Orvès (1674-1751). Officier des vaisseaux du roi et commissaire général pour la santé lors de la peste de Toulon en 1721 », Bulletin de la société des amis du vieux Toulon et de sa région, no 114,‎ 1992, p. 145-158
- Michel Vergé-Franceschi, « 1720-1721 : la peste ravage Toulon. Conséquences démographiques et économiques », Annales de Bretagne et des Pays de l'Ouest, no 114,‎ 114, p. 57-71 (lire en ligne)
- Michel Vergé-Franceschi, Les Officiers généraux de la Marine royale (1715-1774), thèse de Doctorat d'Etat-ès-Lettres, Paris, Librairie de l'Inde éd., 1990, 7 vol., 3547 p., p. 617-701 (Martini d'Orves et Thomas, dont Thomas d'Orves).